# Jürgen Heinrichs
Jürgen Heinrichs (Geilenkirchen, 21 januari 1977) is een Duits voormalig voetballer die als middenvelder speelde.
Hij speelde in de jeugd bij BC Oberbruch en kwam vervolgens uit voor FSV 09 Geilenkirchen. Van 2002 tot 2004 speelde hij voor GFC Düren 09 en in 2004 voor SC Fortuna Köln. Van 2004 tot 2006 speelde hij in het tweede team van 1. FC Köln en vervolgens een seizoen bij 1. FC Kleve. In januari 2006 kwam hij bij Fortuna Sittard waar hij tot medio 2009 bleef. In het seizoen 2010/11 kwam Heinrichs uit voor SV Bergisch Gladbach 09 en hij was vanaf 2013 speler-trainer bij 1. FC Heinsberg-Lieck. 

## Carrière
| Seizoen | Club            | Wedstrijden | Doelpunten | Competitie     |
| ------- | --------------- | ----------- | ---------- | -------------- |
| 2006/07 | Fortuna Sittard | 16          | 5          | Eerste Divisie |
| 2007/08 | Fortuna Sittard | 30          | 5          | Eerste Divisie |
| 2008/09 | Fortuna Sittard | 21          | 4          | Eerste Divisie |
| Totaal  |                 | 67          | 14         |                |